# Casperius Aelianus
Casperius Aelianus (fl: 84-98) was een laat-eerste-eeuwse Romeinse militair, die als pretoriaanse prefect diende onder de keizers Domitianus en Nerva. Hij was loyaal aan Domitianus, de laatste keizer van de Flavische dynastie. Na de moord op Domitianus en de troonsbestijging door keizer Nerva, belegerde Aelianus de keizerlijke hoofdstad, om de gevangenneming af te dwingen van de mannen die verantwoordelijk waren voor de moord op Domitianus. Deze mannen waren namelijk niet door Nerva bestraft. Aelianus slaagde erin zijn eisen door te zetten. Onder andere Titus Petronius Secundus, zijn voorganger in het ambt, werd uitgeleverd en door de pretoriaanse garde vermoord. Dit verzwakte het gezag van de keizer sterk, zelfs zozeer dat Nerva besefte dat zijn positie niet langer houdbaar was zonder de steun van een erfgenaam, die de goedkeuring van het Romeinse leger had. Binnen twee of drie maanden kondigde Nerva de adoptie aan van de zeer gerespecteerde generaal Trajanus als zijn opvolger. Door deze beslissing deed hij de facto afstand van de troon.
Kort daarop, in januari 98, stierf Nerva een natuurlijke dood. Trajanus, die zich in Colonia Claudia Ara Agrippinensium (Keulen)  bevond, aanvaardde het keizerschap over het Romeinse rijk. De nieuwe keizer hield zich nog enige tijd ten noorden van de Alpen op. Cassius Dio schrijft: "Hij liet Aelianus en de pretorianen die tegen Nerva hadden gemuit, naar het noorden komen. Daarbij liet hij het voorkomen dat hij ze voor een bepaald doel nodig had. Na hun aankomst schoof hij hen echter terzijde." [Ῥωμαϊκὴ Ἱστορία 68.5.4]
We weten niet exact wat Cassius Dio precies bedoelt met "terzijde schuiven". Het kan goed zijn dat de mannen zijn geëxecuteerd, maar het is ook mogelijk, zij het wat minder waarschijnlijk, dat zij met pensioen zijn gestuurd.